# Ургенч (аэропорт)
Аэропорт «Ургенч» (узб. Urganch Xalqaro Aeroporti) — международный аэропорт одноимённого города на западе Узбекистана, центра Хорезмской области. Аэродром «Ургенч» 1-го класса.

## Описание

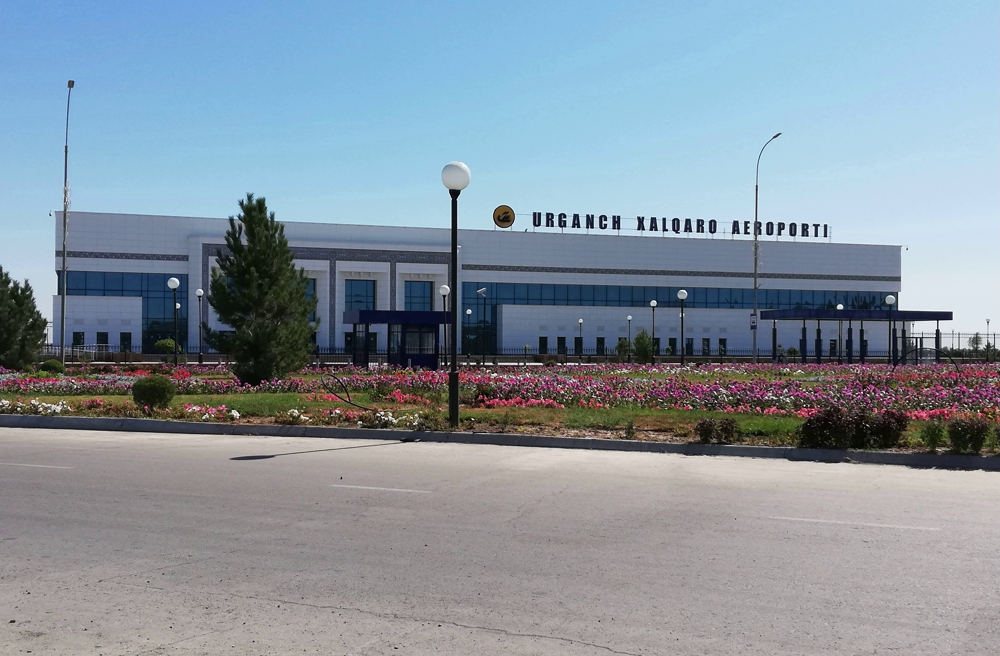
Терминал местных авиалиний

В 2006 году построено здание аэровокзала с пропускной способностью 300 пассажиров в час . Из аэропорта Ургенч выполняются ежедневные авиарейсы в Ташкент. Также осуществляются регулярные рейсы в Москву, Санкт-Петербург (аэропорт Пулково-1), Минеральные Воды, чартерные рейсы в другие города ближнего и дальнего зарубежья по заявкам туристических фирм. В сентябре 2008 года произведён пробный авиарейс из Парижа в Ургенч на самолёте Боинг-757.

## Принимаемые типыВС
Ан-12, Ан-24, Ан-26, Ан-28, Ан-30, Ан-32, Ан-72, Ан-74, Ан-124(по запросу), Ил-62, Ил-76, Ил-86, Ил-96, Л-410, Ту-134, Ту-154, Ту-204, Ту-214, Як-40, Як-42, Airbus A310, Airbus A319, Airbus A320, Airbus A321, ATR 42, ATR 72, Boeing 737, Boeing 747, Boeing 757, Boeing 767, Bombardier CRJ 100/200, Embraer EMB 120 Brasilia,  Sukhoi Superjet 100 и др. типы ВС 3-4 класса, вертолёты всех типов. Максимальный взлётный вес воздушного судна 310 тонн. Классификационное число ВПП (PCN) 59/F/B/X/T.